# Утевский, Арон Михайлович
Арон Михайлович Утевский (3 июля 1904, Конотоп, Черниговская губерния, Российская империя — 3 сентября 1988, Киев, УССР, СССР) — украинский советский биохимик.

## Биография
Родился 3 июля 1904 года в Конотопе. В 1919 году поступил в ХарьГУ, который он окончил в 1924 году. С 1928 по 1931 год работал в Украинском биохимическом институте. С 1932 по 1975 год заведовал кафедрой биохимии Харьковского медицинского института. С 1975 по 1988 год заведовал лабораторией биохимии нейрогуморальных систем Института проблем криобиологии и криомедицины.
Скончался 3 сентября 1988 года в Киеве.
Похоронен на Харьковском городском кладбище № 2 рядом с женой Утевской (в девичестве Файншмидт) Ольгой Исаковной, дочерью профессора Исаака Ильича Файншмидта (1875—1940), фтизиатра и учёного-медика, заслуженного деятеля науки УССР.

## Научные работы
Основные научные работы посвящены биохимии внутриклеточного обмена, ферментов и гормонов.
- Показал значения гликолиза и дыхания для образования и секреции гормонов.
- Разработал новые методы исследования катехоламинов и промежуточных продуктов их обмена.

## Избранные сочинения
- Утевский А. М. «Биохимия адреналина».— Харьков.: Изд. Укр. ин-та эксперим. медицины, 1939.— 302 с.

## Членство в обществах
- 1939-88 — Член-корреспондент АН УССР.